# استان کاپینوتا
استان کاپینوتا (انگلیسی: Capinota Province) یکی از استان‌های بولیوی در بولیوی است که در شهرستان کوچوبامبا واقع شده‌است.